# Alue Rimei
Alue Rimei is een bestuurslaag in het regentschap Aceh Utara van de provincie Atjeh, Indonesië. Alue Rimei telt 356 inwoners (volkstelling 2010).